# 省体育馆站 (成都市)
省体育馆站位于中國四川省成都市武侯区人民南路一环路口，是成都地铁1号线和成都地铁3号线的地下岛式车站，因临近四川省体育馆而得名，站厅层通过走廊与附近的成都数码广场及来福士广场地下负一层相连，站内装饰充满运动元素。1号线车站于2010年9月27日启用，3号线车站于2016年7月31日启用。

## 车站结构
省体育馆站是一个岛式月台车站。其中3号线站台全长218米，宽22米，深度23米。
|                              |  | 1号线往韦家碾（华西坝）         |
| 島式 · 開左邊车门 · 往 3号线 |  |                                 |
|                              |  | 1号线往科学城或五根松（倪家桥） |

|                     |  | 3号线往成都医学院（李家沱） |
| 島式 · 開左邊车门 · |  |                             |
|                     |  | 3号线往双流西站（红星桥）   |

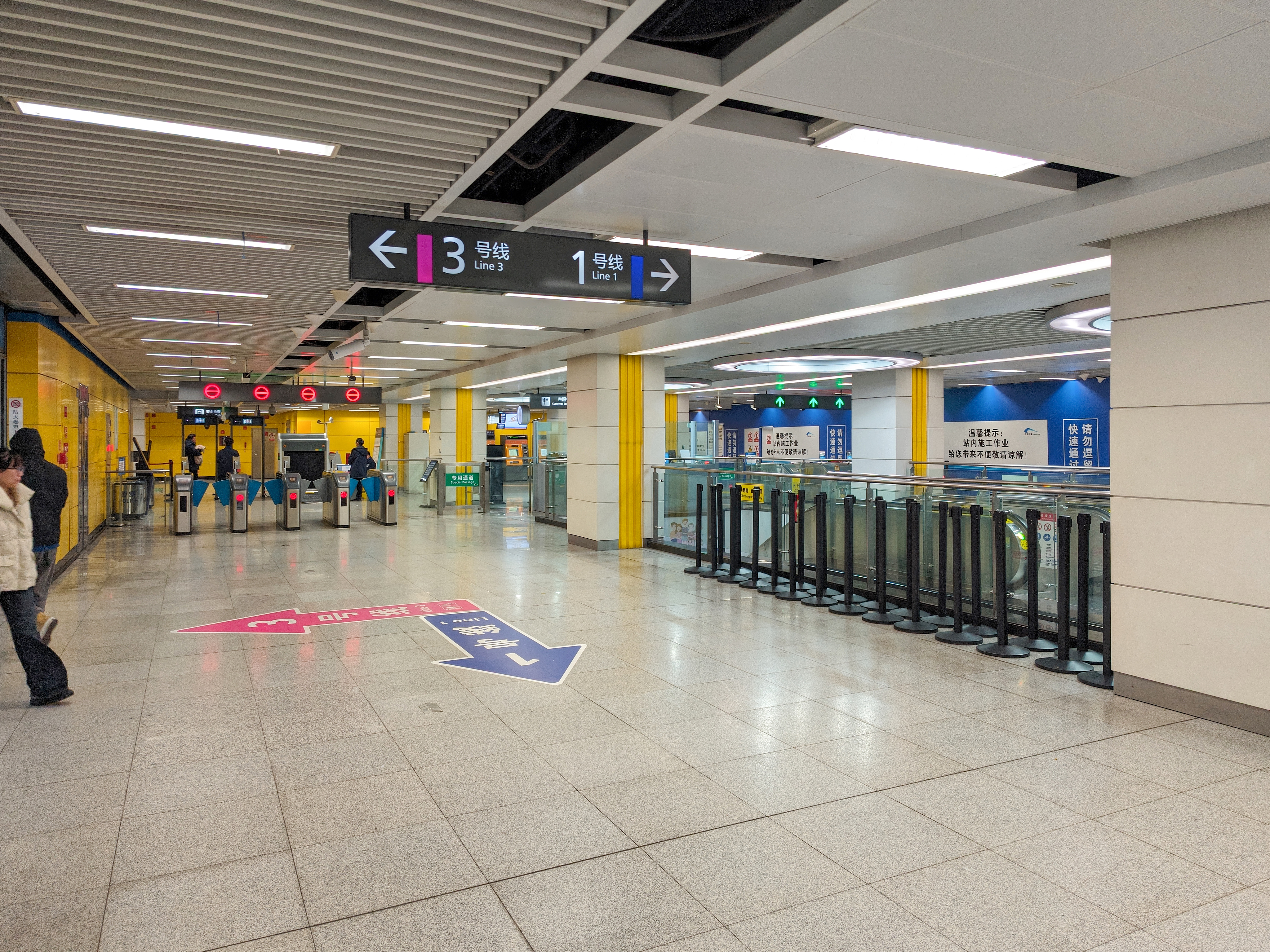
地下一层1号线站厅
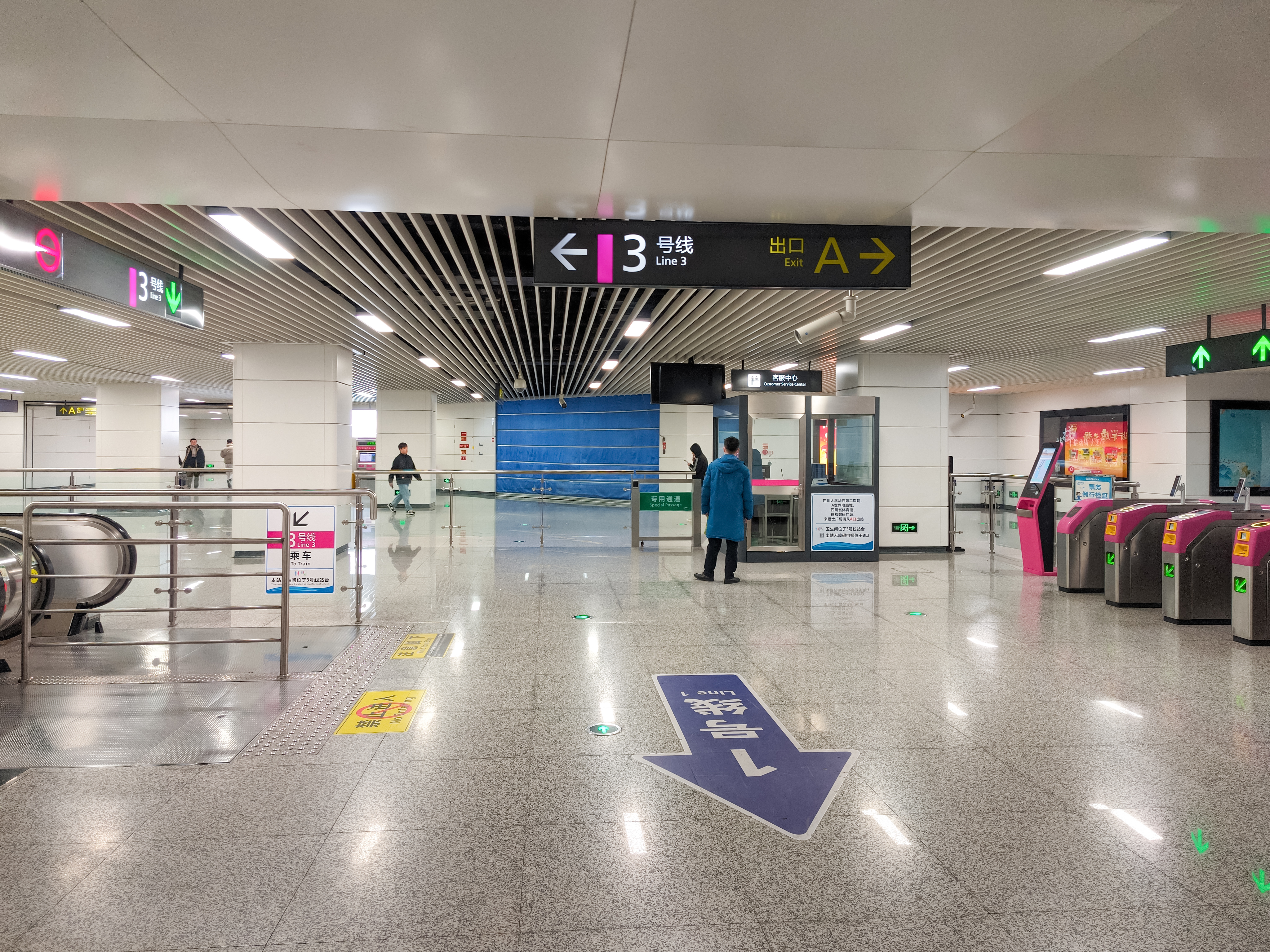
地下一层3号线站厅
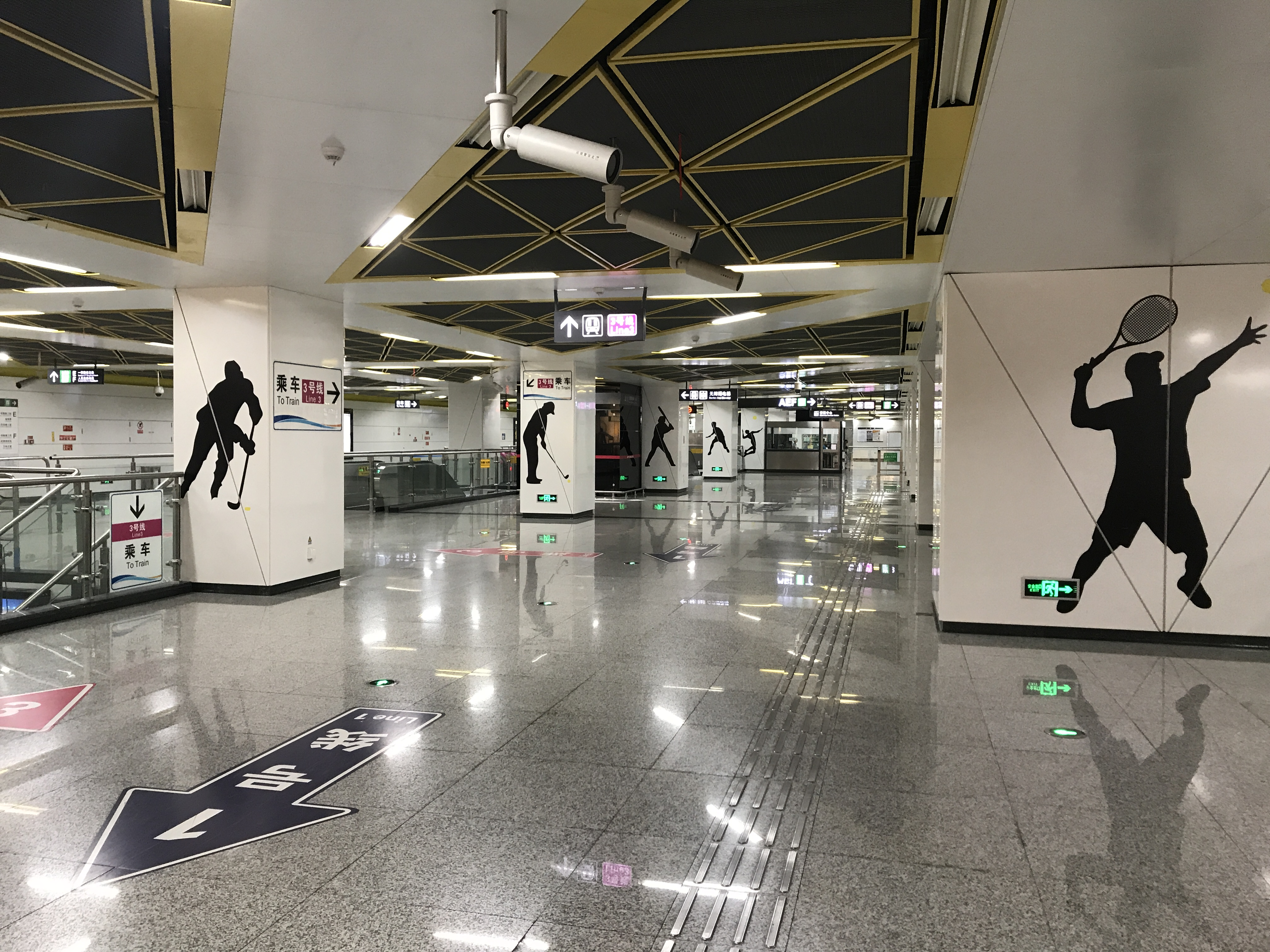
地下二层3号线站厅
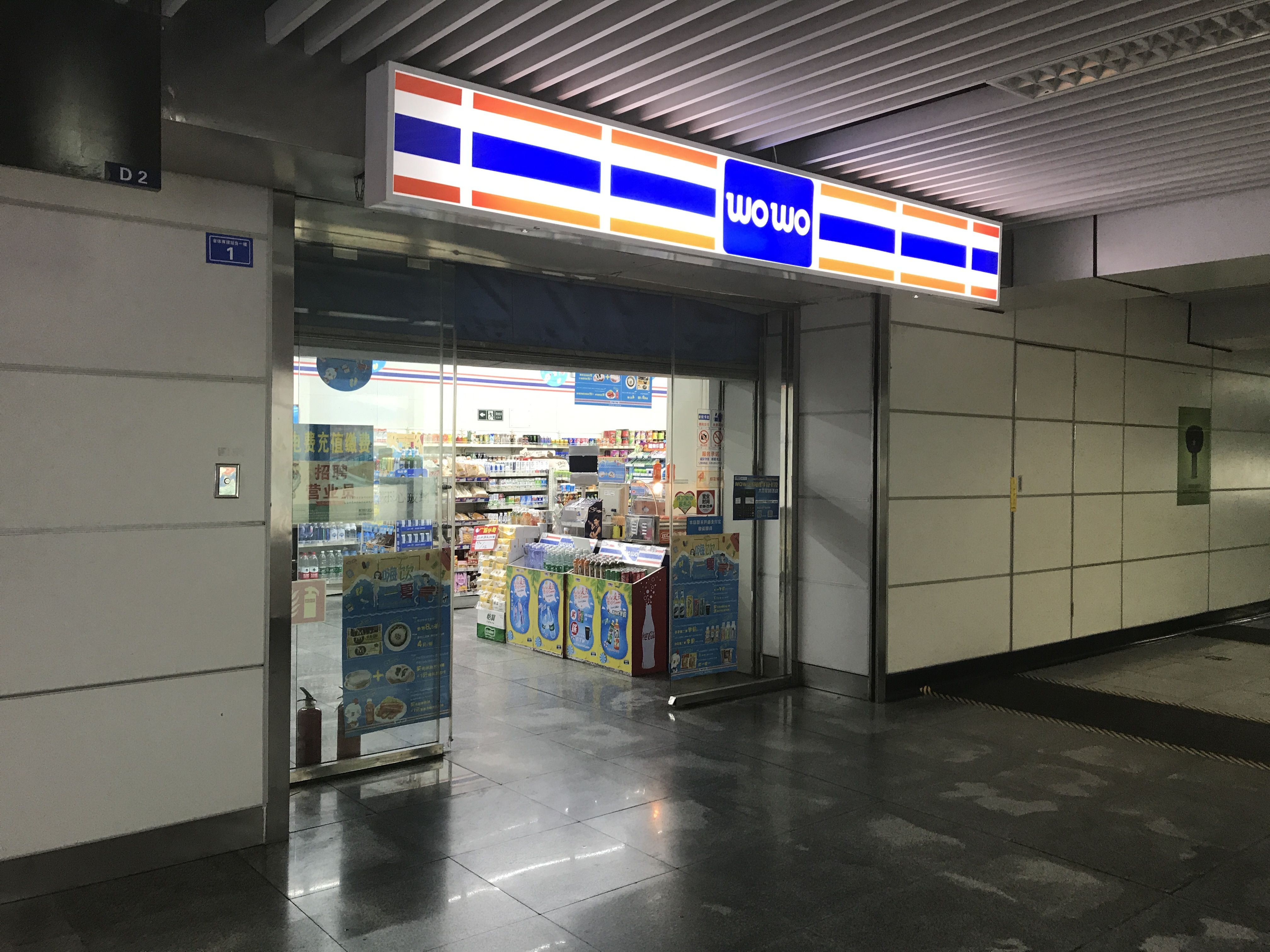
站内商店
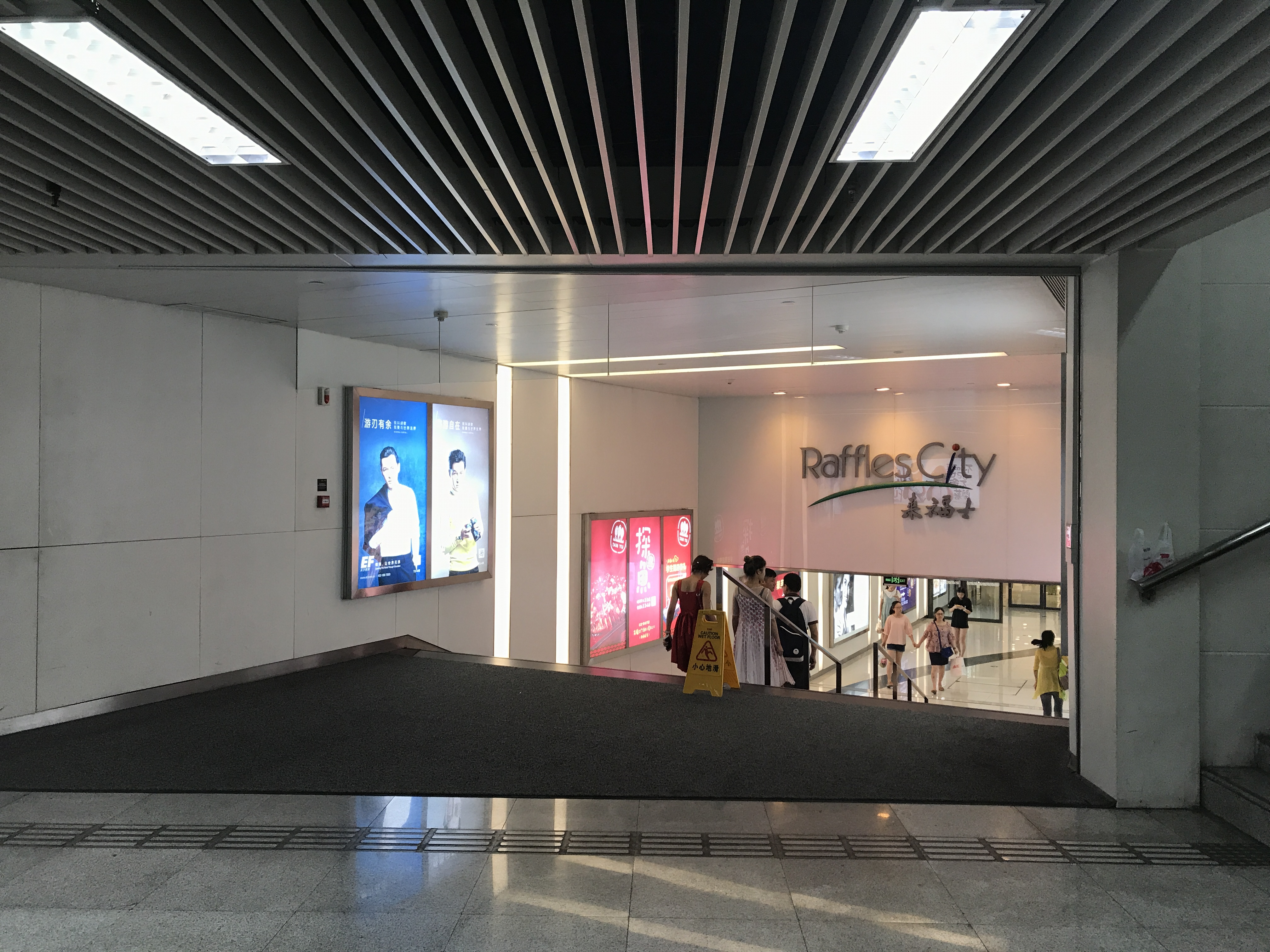
连接成都来福士广场的通道
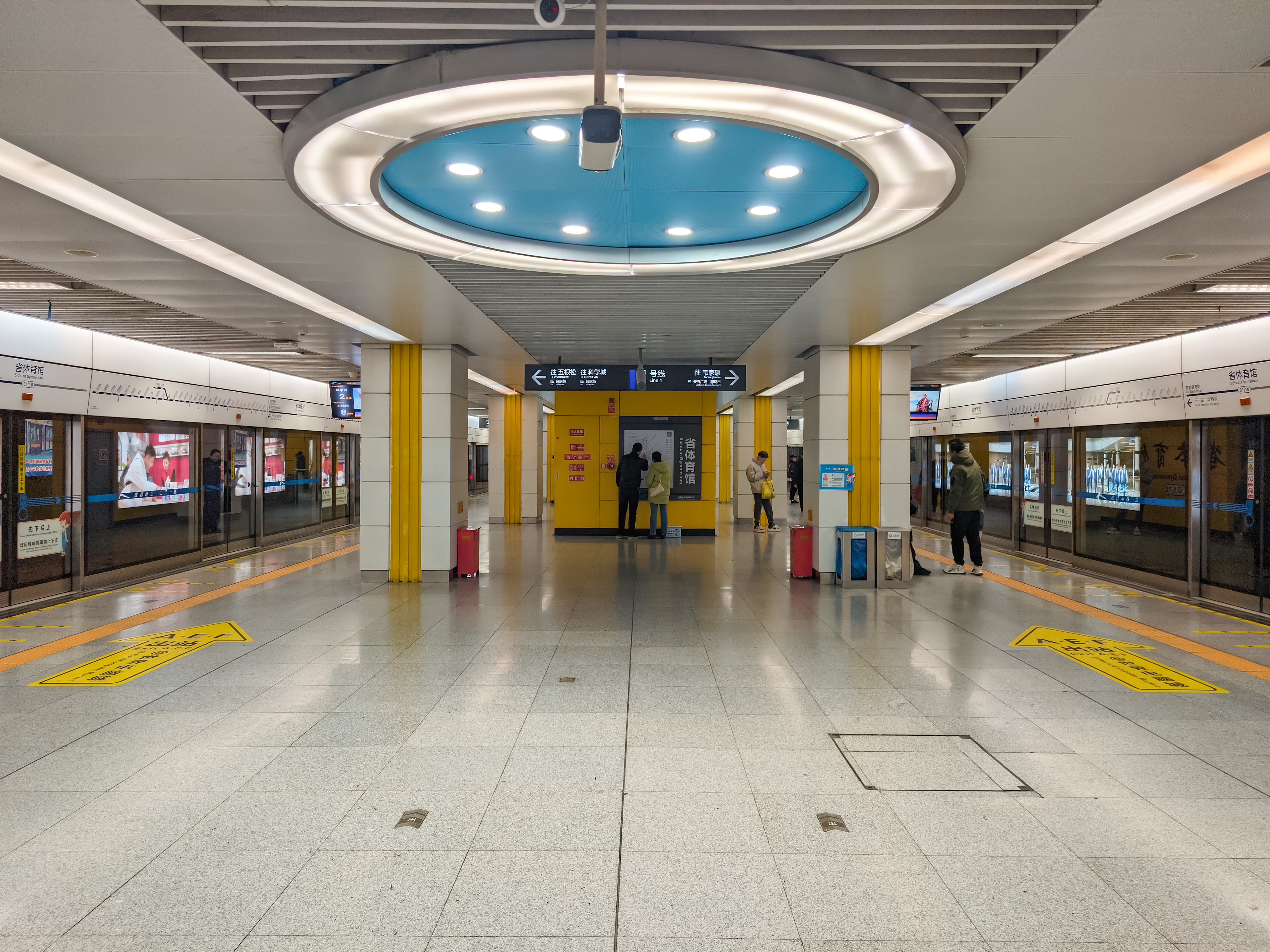
1号线站台
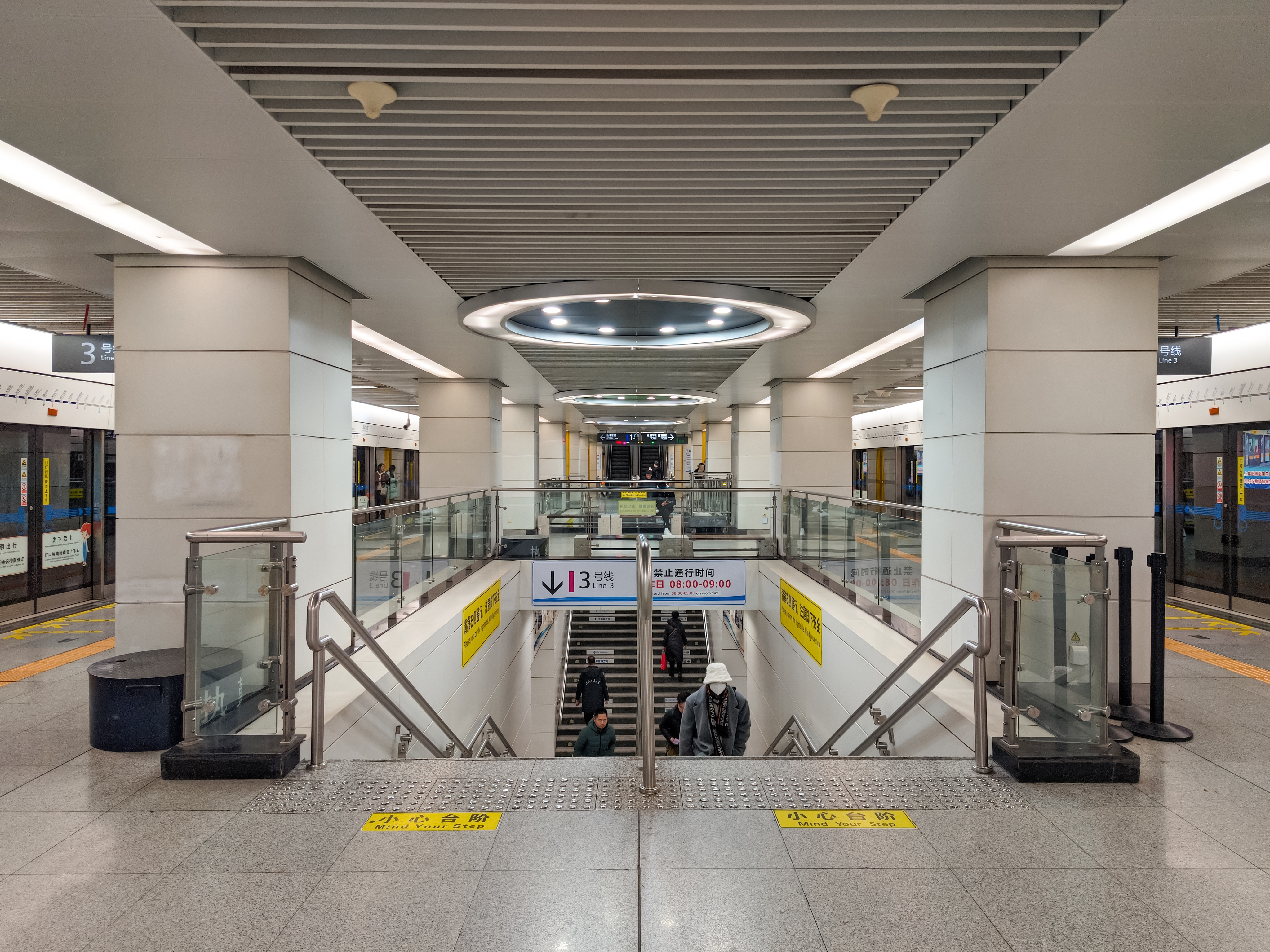
1号线站台至3号线站台的换乘通道
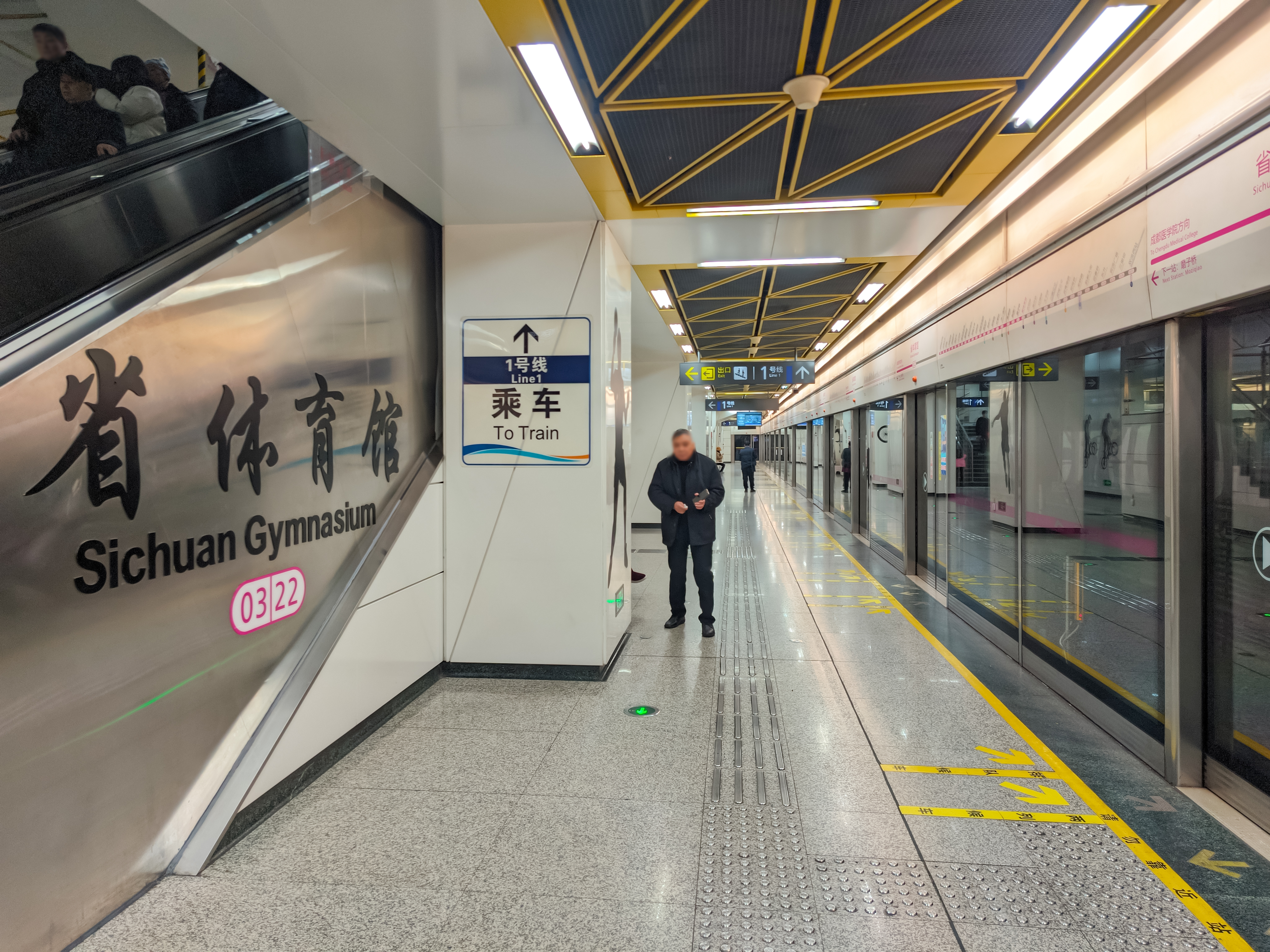
3号线站台
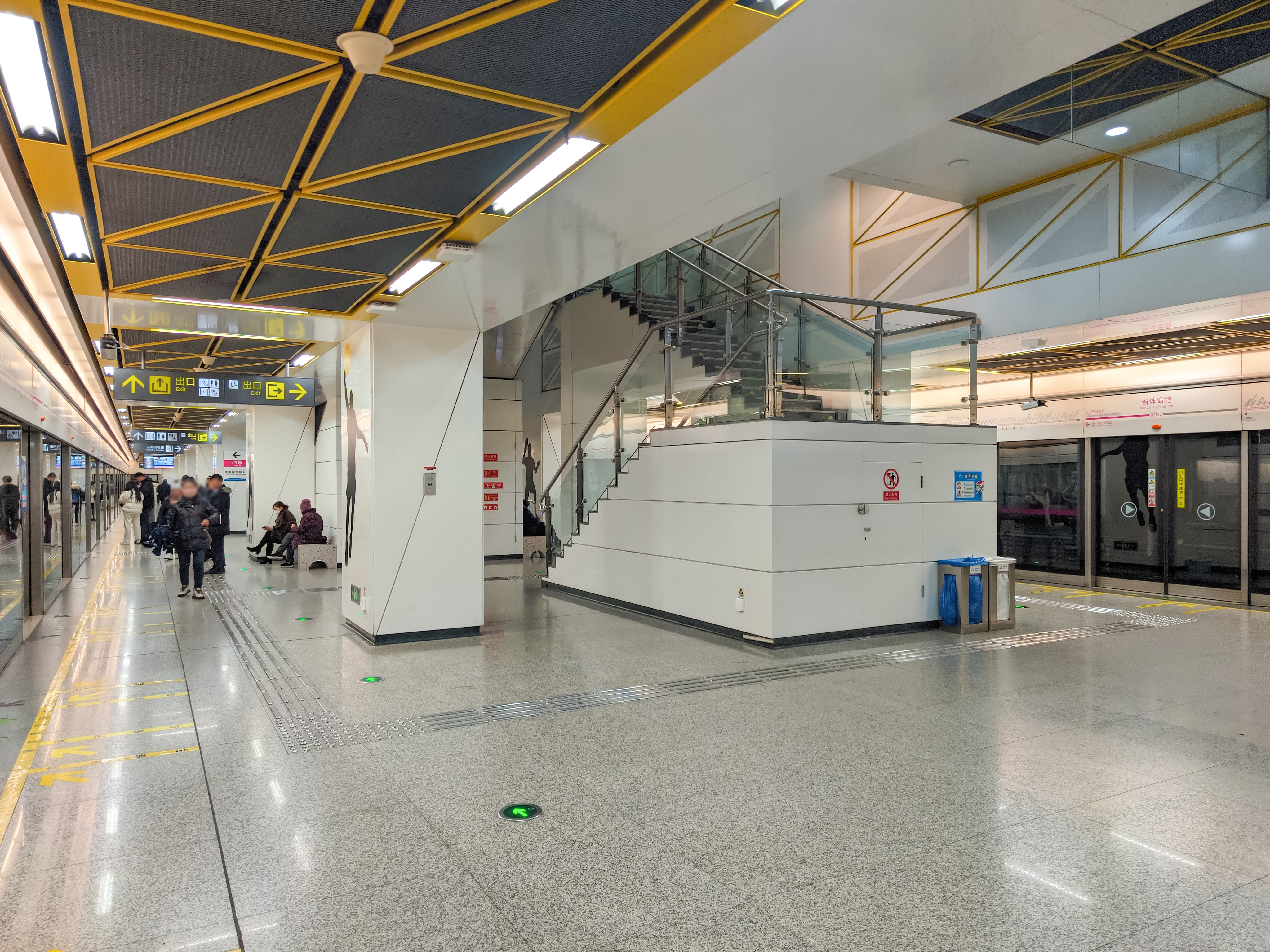
3号线站台

## 内装与公共艺术

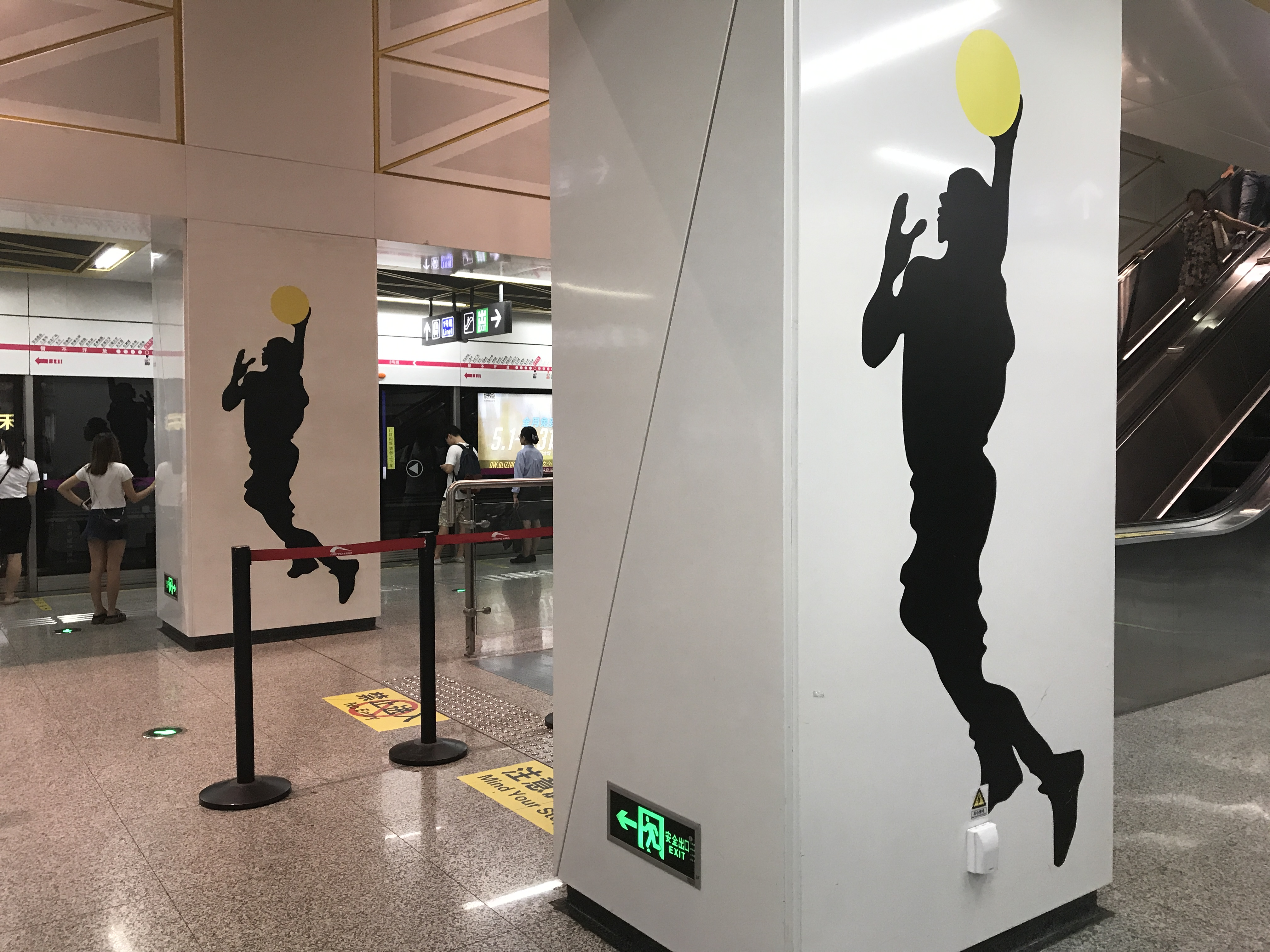
运动项目剪影装饰（3号线站台）

本站3号线站台文化设计主题为“色块运用营造十足动感”。
3号线站厅层多使用各种运动项目的抽象人体剪影，营造体育运动的活力动感氛围。

### 艺术壁
本站的艺术壁以蒙德里安的色块应用与几何造型相结合，采用红、黄、蓝三原色的主基调，中间部分色彩饱和度相对于两边的色彩纯度比较高，并增加黑色线条的应用，使得中间部分更突出，使画面色彩更加丰富。该站设计展示的抽象运动人体采用优美的创作造型、独特的彩色金属雕塑，人物形象呼之欲出，画面光影错落有致、动感十足，展示了体育项目的热烈场景，营造出了动感活力的氛围。另外，在壁画左侧设置了一个真实的篮球筐，大胆打破了抽象性创作的局限，使整个壁画因抽象与具体的巧妙结合，而变得更加灵动，燃起对运动的无尽热爱和向往。

## 公交换乘
12路; 16路; 19路; 34路;  45路; 63路; 72路; 78路; 99路; 118路;  298路; 机场专线1号线; 机场专线2号线等

## 出入口
本站目前开放5个出入口，原C、D1、D2出口因配合18号线二期建设拆除重建。
|                  |            |                                                        |      |
|                  |            |                                                        |      |
| 编号             | 设施       | 指示                                                   | 照片 |
| 连通 1号线北站厅 |            |                                                        |      |
|                  |            | 一环路南三段、人民南路三段、金陵横路                   |      |
| 连通 1号线南站厅 |            |                                                        |      |
| 出口 · B         | 无障碍电梯 | 人民南路四段、一环路南二段、一环路南三段、四川省体育馆 |      |
| 连通 3号线站厅   |            |                                                        |      |
| 出口 · E         |            | 人民南路三段、一环路南三段、金陵横路、金陵路、电信南街 |      |
| 出口 · F · 1     |            | 人民南路四段、一环路南三段、玉林北巷                   |      |
| 出口 · F · 2     |            | 人民南路四段、一环路南三段、四川省体育馆               |      |

## 历史
- 2006年8月8日，1号线车站开始打围[5]；
- 2006年12月27日，1号线车站进入主体工程施工[6]；
- 2008年6月13日，1号线车站主体结构封顶[7]；
- 2010年9月27日，1号线车站正式启用[2]；
- 2013年7月24日，3号线车站主体结构封顶[3]；
- 2016年7月31日，3号线车站正式启用[1]。

## 事件

### 国乒应援墙
2017年6月20日至25日，中国乒乓球公开赛在成都四川省体育馆举办，比赛期间，中国乒乓球协会突然宣布刘国梁不再兼任中国国家乒乓球队男队主教练，为此许昕、马龙、樊振东三名乒乓球员宣布退出2017中国乒乓球公开赛男子单打16进8比赛。此后引爆中国大陆舆论，涉及中华人民共和国体育最高领导者——国家体育总局局长苟仲文。舆论对运动员、教练表示支持，指责国家体育总局官员滥用权利，使国乒运动员、教练沦为权力斗争的牺牲品，更有网友批评苟仲文“不懂体育、瞎指挥”，甚至有呼声要求苟应引咎辞职（参见：刘国梁事件）。前往四川省体育馆观赛的乒乓球迷利用省体育馆站站厅通道处成都来福士广场商家促销活动的贴纸，绘制大幅应援墙，以表达对刘国梁、许昕、马龙、樊振东等国乒运动员、教练的支持。

## 未来发展
预计2025年18号线三期开通后，本站将成为1号线、3号线和18号线三线换乘站。